# Famille Tchicamboud
 (octobre 2020).
Si vous disposez d'ouvrages ou d'articles de référence ou si vous connaissez des sites web de qualité traitant du thème abordé ici, merci de compléter l'article en donnant les références utiles à sa vérifiabilité et en les liant à la section « Notes et références ».
La famille Tchicamboud est une famille d'origine congolaise, dont certains membres se sont établis en France. Sa descendance peut être tracée au Royaume de Loango et sa famille royale dont elle fait partie. La famille Tchicamboud est de l'ethnie Vili qui fait partie du clan royal Nkata.

## Histoire
La famille Tchicamboud est originaire du royaume du Kongo, peuplé notamment par les Bakongos. La première apparition écrite du nom date de 1968 dans les fichiers politiques de la République du Congo.
Le nom de famille originel est « Tchicamboudn'tou », ce qui signifie « l'homme sans tête » en Kikongo. Après son ascension politique en République du Congo, Samuel Tchicamboud commença à utiliser la version courte, qui est devenue la plus utilisée à ce jour : « Tchicamboud ».
Il n'existe pas de variantes de ce nom de famille, bien qu'il soit souvent mal orthographié.

## Personnalités
- Steed Tchicamboud (1981- ), joueur professionnel puis entraineur français de basket-ball.
- Samuel Tchicamboud, pasteur, député et questeur de l’Assemblée nationale sous le régime du président Alphonse Massamba-Débat (1963-1968) ; il devient le collaborateur du ministre de l'Intérieur Stéphane Tchitchellé, sur recommandation de Lassy Simon Zéphirin (1905-1974), prophète fondateur de l'Eglise de Zéphirin, dont il est le gendre[1]
- Jean Romuald Tchicamboud, maire depuis 2020 de Tié-Tié, arrondissement du département de Pointe Noire, la capitale économique du Congo [2],[3] ; un concours national d'art oratoire lancé en 2022 porte son nom[4].